# Sturmabteilung
Sturmabteilung (SA, niem. Die Sturmabteilungen der NSDAP, pol. Oddziały Szturmowe NSDAP) – paramilitarne bojówki Narodowosocjalistycznej Niemieckiej Partii Robotników (NSDAP) utworzone w Republice Weimarskiej w 1920 do ochrony zgromadzeń partyjnych. 
Sturmabteilung było głównym narzędziem terroru niemieckiej partii nazistowskiej w walce z bojówkami i sympatykami innych ugrupowań politycznych (głównie komunistami), odgrywając istotną rolę w zdobyciu władzy przez nazistów oraz zaprowadzeniu totalitaryzmu. Po tzw. nocy długich noży z 29 na 30 czerwca 1934, kiedy w wyniku walk wewnątrzpartyjnych wymordowano jej przywódców, straciła na znaczeniu na rzecz Schutzstaffel (SS). Od barwy umundurowania SA były zwane brunatnymi koszulami. Organizacja została rozwiązana w 1945 po kapitulacji III Rzeszy.

## Historia

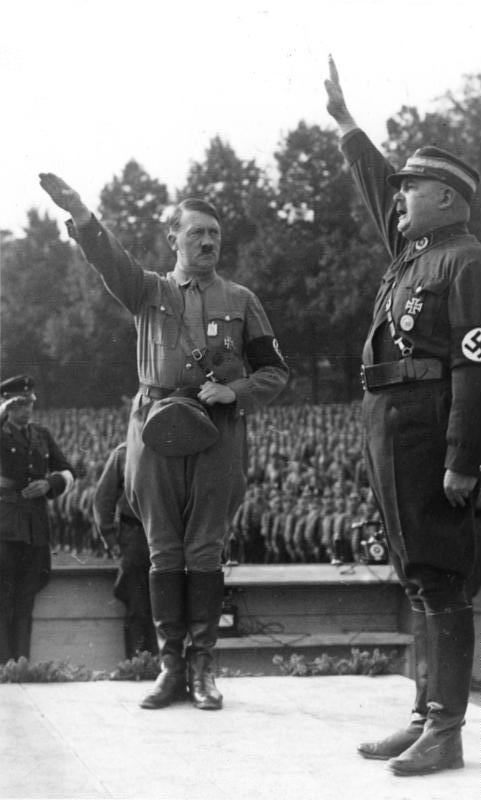
Adolf Hitler i Ernst Röhm

Formacja ta powstała w Monachium po zakończeniu I wojny światowej i upadku monarchii w Niemczech. Powstawały Freikorpsy, skupiające byłych żołnierzy, których wielu po przegranej wojnie znalazło się bez zajęcia. Niemcy znajdowały się w okresie powojennego i rewolucyjnego chaosu (zob. rewolucja listopadowa). Liczebność armii niemieckiej (Reichswehry) została znacznie zmniejszona traktatem wersalskim.
3 sierpnia 1921 Ernst Röhm założył Oddział Szturmowy (SA), wykształcony z „sekcji sportowo-gimnastycznej”. Oficerowie SA wywodzili się głównie z Organizacji Konsul (OC) kapitana Hermanna Ehrhardta, a członkowie szeregowi pochodzili z różnych grup paramilitarnych z Bawarii. SA specjalizowało się w terroryzowaniu oponentów tworzącej się NSDAP, wojowniczych przemarszach ulicami Monachium, biciu tych, którzy podczas przemówień Adolfa Hitlera nękali go kłopotliwymi pytaniami i mordach politycznych. Partii, takiej jaką zamierzał stworzyć Hitler, były potrzebne takie brutalne postacie. Lokalne jednostki Reichswehry szkoliły je w zakresie podstawowych umiejętności wojskowych. Od samego utworzenia SA było niezależne, odrzucając jakiekolwiek próby kontroli przez NSDAP i Hitlera. Dzięki staraniom Röhma i jego wpływom w wojsku członkowie SA zostali uzbrojeni. Organizacja przyciągała sporą grupę zdemobilizowanych, rozgoryczonych sytuacją w Niemczech bezrobotnych żołnierzy. W jej skład wchodziło wielu byłych członków Freikorpsu. Mundury zostały odkupione od niemieckiej armii. SA zostało formalnie zarejestrowane 4 listopada 1921. Röhm – jako homoseksualista – wykorzystywał swoje stanowisko w SA, by zyskiwać nowych kochanków.
W 1922 r., jako przybudówka SA, została powołana organizacja młodzieżowa Hitlerjugend.
Na początku 1923 Hitler formalnie powierzył dowodzenie SA Hermannowi Göringowi – byłemu asowi lotnictwa, udekorowanemu najwyższymi odznaczeniami – licząc, że taka postać opanuje ludzi Ehrhardta. Göring otrzymał możliwość dowodzenia ludźmi, a Hitler już długi czas szukał dowódcy, który wyróżnił się podczas ostatniej wojny i dlatego cieszyłby się wysokim autorytetem. Dodatkowo Hitler chciał wyłonić niewielką grupę bezwzględnych członków do swojej obstawy. Krótko po tym Ehrhardt wycofał swoich ludzi z SA i rozstał się z Hitlerem. Hitler przemianował swoją osobistą ochronę na Oddział Szturmowy Adolfa Hitlera (Stoßtrupp Adolf Hitler).
Heinrich Himmler i Röhm spotkali się po raz pierwszy w 1922 r. Z rekomendacji Röhma wstąpił do grupy paramilitarnej Flaga Rzeszy (Reichsflagge), która przyłączyła się do nieudanego puczu monachijskiego (8 i 9 listopada 1923). Do wykonania puczu Röhm, pod pretekstem nocnych ćwiczeń swego oddziału, oficjalnie zaopatrzył w broń 1500 członków monachijskiego SA. W czasie puczu Röhm na czele grupy bojówkarzy SA przejął kontrolę nad kwaterą główną bawarskiej armii. Wobec braku poparcia społeczeństwa dla puczystów i rozpędzenia zgromadzenia przez policję, przewrót zakończył się porażką. Po nieudanym zamachu stanu w Monachium została zakazana działalność Stoßtrupp Adolf Hitler. Doszło również do konfliktu między Hitlerem a Röhmem. Hitler ogłosił, że nowa SA może podlegać wyłącznie jemu. Dodatkowo Röhm nie chciał zgodzić się na legalne dążenie do władzy i zakaz brutalnych działań. Hitler uznał jego postępowanie za zdradę. W efekcie 16 kwietnia 1925 Röhm opuścił partię i wyemigrował do Boliwii, gdzie prowadził szkolenie armii. W listopadzie 1926 dowództwo nad SA, pozbawionym dowódcy od dymisji Röhma, objął Franz Pfeffer von Salomon. Hitler wyznaczył mu zadania polityczne, podporządkowane celom partii, a nie celom wojskowym. W drugiej połowie 1930 Hitler odwołał von Salomona z dowodzenia SA, zarzucając mu brak kontroli nad oddziałami. W SA panowało niezadowolenie i brak dyscypliny; Hitler sam przejął dowodzenie nimi. Zwierzchnikiem SA został Hitler, jednak nie ufał on do końca SA, dlatego powołał wierną gwardię przyboczną (SS). W przyszłości miało to doprowadzić do rywalizacji obu grup. SS zostało formalnie podporządkowane SA.

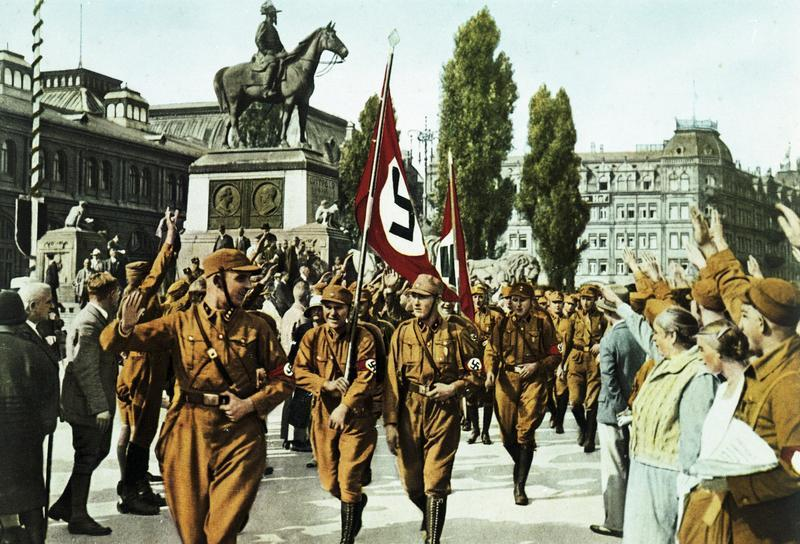
Członkowie SA – brunatne koszule, 1929

Po jej delegalizacji w 1923, reaktywowana w 1925, stała się stopniowo najbardziej znaczącą siłą ruchu narodowosocjalistycznego w Niemczech. SA rekrutowały się z członków NSDAP. Rozwijały się w szybkim tempie; w 1931 liczyły 77 tys. członków, pod koniec 1932 – 500 tys., w 1933 – ponad 700 tys., w 1934 zaś – 3,2 mln.
Wewnątrz samego SA Hitler miał wielu przeciwników jego dowództwa. W efekcie Hitler zawarł pakt z dawnym rywalem; Röhm wrócił do Niemiec, aby zdyscyplinować SA. Hitler nie zamierzał stracić kontroli nad SA. Zakładał, że Röhm zaprowadzi porządek wśród brunatnych koszul. Sytuacja jednak nie miała się poprawić, ponieważ Röhm uważał partię nazistowską i SA za organizacje rewolucyjne. W październiku 1930 Röhm został dowódcą SA, nie dostrzegał jednak niebezpieczeństwa grożącego mu ze strony Heinricha Himmlera (ówcześnie już Reichsführera-SS). Röhm i najwyżsi dowódcy SA chcieli postawić Hitlera na czele nowej rewolucji. Zamierzali uczynić SA decydującą siłą militarną w Niemczech, potężniejszą od armii (Reichswehry).
18 marca 1931 Röhm stłumił bunt oddziałów SA, zorganizowany przez szefa sekcji berlińskiej Waltera Stennesa. Bezpośrednim powodem wystąpienia Stennesa był rozkaz Hitlera, zakazujący członkom SA udziału w bójkach ulicznych. W czerwcu 1931 w Monachium – w ramach reorganizacji sił zbrojnych partii, rozpoczętej przez Röhma – zostało utworzone centrum szkolenia przywódców SA i SS. Od tej pory Röhm przejął kontrolę nad oddziałami SS. W 1931 Himmler otrzymał od Röhma polecenie, aby utworzyć w ramach SS służbę bezpieczeństwa i wywiadu, która będzie zbierać informacje o przeciwnikach i członkach partii. W ten sposób powstało SD.
Od 14 kwietnia do 16 czerwca 1932 SA obowiązywał zakaz działalności w Niemczech. Zakaz został wydany, gdy wykryto hitlerowski spisek zmierzający do obalenia rządu. Hitler nie miał zamiaru przerywać działalności jednostek, dlatego przekształcił je w tym czasie ponownie w sekcje sportowe. SA brała czynny udział w walce wyborczej do parlamentu, rozbijając zgromadzenia innych partii, szczególnie KPD i SPD, prześladowała określone grupy ludności jako wrogów ludu, zwłaszcza po przejęciu władzy przez nazistów w 1933 r. Pogromy ludności pochodzenia żydowskiego, zwłaszcza niszczenie i rabunek sklepów, określanych jako żydowskie, spowodowały nawet interwencję władz partyjnych ze względu na zakłócenie rynku ubezpieczeń lawinowymi wypłatami odszkodowań za zniszczone mienie. W związku z tym Hermann Göring spowodował konfiskatę wypłat z tytułu ubezpieczeń sklepów.

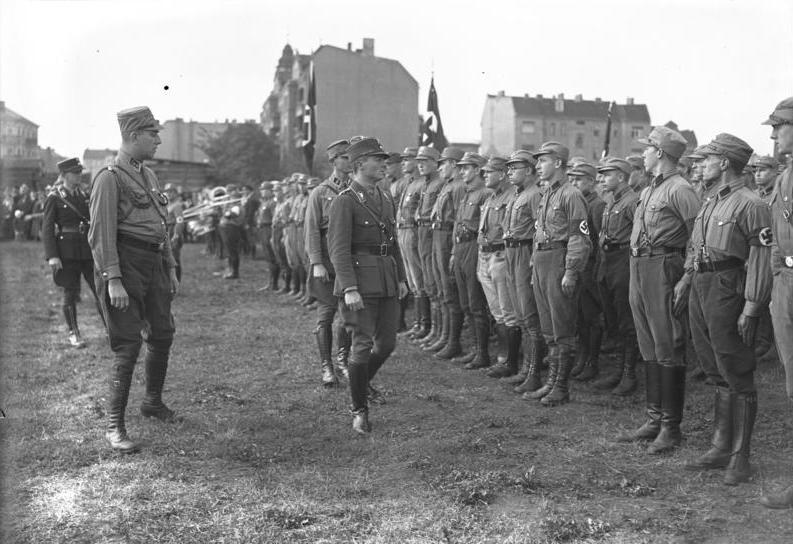
Członkowie SA w 1932 r.

Od 1933 r. wraz ze 100-tysięczną Reichswehrą stały się podstawą rozbudowy niemieckich sił zbrojnych. SA były organizacją w zasadzie wojskowo-terytorialną. Naczelnym dowódcą SA był kanclerz Rzeszy (Adolf Hitler) przez ministra Rzeszy i szefa sztabu SA (do 1934 Ernst Röhm, od 1 lipca 1934 Viktor Lutze, a po jego śmierci w wypadku samochodowym 2 maja 1943 – Wilhelm Schepmann). Röhm jawnie walczył o swoje miejsce w nowym państwie. Brunatna armia Röhma zagrażała dowódcom Reichswehry. Generałowie zawiązali z Hitlerem pakt przeciwko Röhmowi, ponieważ Hitler potrzebował wykwalifikowanych strategów i dowódców do przyszłych wojen. Obawiano się puczu pod przywództwem Röhma.
Röhma spotkał zawód, ponieważ Hitler zrezygnował ze zbrojnej rewolucji i zamierzał zdobyć władzę legalnie, w sposób demokratyczny. Röhm chciał uczynić z SA organizację, która zdobędzie władzę siłą, w wyniku rewolucji. Röhm nie krył, że chce, aby SA stała się faktycznym obrońcą III Rzeszy – armią ludową, która zastąpi Prusaków. Rewolucyjne bojówki nie akceptowały współpracy Hitlera ze środowiskami konserwatywnymi i mogły nawet zagrozić reżimowi Hitlera. Gdyby Hitler przeciwstawiał się im, usunęliby go bez względu na konsekwencje. Mogło przeciwstawić się im jedynie SS Himmlera. Röhm cały czas nalegał, aby pozbyć się raz na zawsze pruskich generałów, arystokracji, finansistów i bogatych posiadaczy ziemskich. Członkowie SA uważali, że nie skorzystali na „rewolucji hitlerowskiej” z 1933 i domagali się dostępu do ważnych stanowisk państwowych oraz mercedesów. Röhm chciał zostać ministrem obrony.

### Od nocy długich noży
Na początku 1934 r. Heinrich Himmler, Reinhard Heydrich oraz Hermann Göring postanowili pozbyć się Röhma i przekonali do tego Hitlera, wahającego się wobec wystąpienia przeciw staremu towarzyszowi partyjnemu. Himmler zlecił swemu zastępcy, Reinhardowi Heydrichowi, sporządzenie planu wyeliminowania Röhma. Hitler zawarł układ z generalicją i zgodził się zrobić porządek z SA, w zamian za poparcie wojskowych i obietnicę prezydentury po śmierci Paula von Hindenburga. Hitler zapewnił, że armia pozostanie pierwszą siłą militarną Niemiec. Nadal jednak liczył, że uda mu się uniknąć użycia siły.
4 czerwca 1934 Hitler przeprowadził z Röhmem pięciogodzinną rozmowę, namawiając go do ograniczenia działań. Jednak nie ustawały naciski na Hitlera. 7 czerwca 1934 Hitler udzielił członkom SA urlopu aż do końca lipca, jednak zabronił im noszenia mundurów i udziału w demonstracjach. 21 czerwca 1934 Hitler został wezwany do prezydenta Hindenburga, który oświadczył, że jeśli sprawa SA nie zostanie rozwiązana, wprowadzi stan wyjątkowy i wojsko zaprowadzi porządek. Wobec takiego obrotu spraw Hitler musiał poświęcić Röhma, aby naziści pozostali przy władzy. Początkowo Hitler chciał jedynie pozbawić Röhma stanowiska, jednak nie ustawały naciski, by posunął się dalej.
W przemówieniu z 25 czerwca 1934 Rudolf Hess (zastępca führera w NSDAP) już zaatakował Röhma:

„Biada temu, który zdradza ideały rewolucji wzniecając bunt. Biada temu, który niweczy starannie sporządzone plany führera; jest wrogiem rewolucji”.

Röhm, nie zdając sobie sprawy z nadciągającej katastrofy, wyjechał z dowódcami SA na wypoczynek do Bad Wiessee. Heydrich nie mógł jednak utrzymywać, że Röhm ma przeprowadzić zamach stanu, gdy przebywał w sanatorium, a jego ludzie na przepustkach. Hitlerowi były dostarczane obciążające Röhma dowody, których większość została sfabrykowana. Hitler rozkazał Röhmowi zebrać swych najwyższych oficerów w pensjonacie Hanselbauer w Bad Wiessee w dniu 30 czerwca 1934, gdzie podczas spotkania miał wygłosić przemówienie. W nocy 29/30 czerwca (noc długich noży) spiskowcy celowo wprowadzili w błąd przebywającego w Nadrenii Hitlera, informując go przez telefon, że SA w Berlinie i Monachium rozpoczęło mobilizację i protestuje na ulicach przeciwko Hitlerowi. Hitler natychmiast wyruszył z powrotem do Monachium (korzystając m.in. z samolotu), gdzie był już o czwartej rano. Pojechał do bawarskiego ministerstwa spraw wewnętrznych, dokąd wezwano dowódców SA, a następnie ich aresztowano. O 6:30 Hitler z SS-manami dotarli do Bad Wiessee, gdzie w hotelu byli zakwaterowani dowódcy SA. Schwytanych zamknięto w piwnicy hotelu. Po kilku godzinach wszyscy pojechali do Monachium – okrężną drogą, aby uniknąć ewentualnej zasadzki ludzi wiernych Röhmowi. Z Monachium Joseph Goebbels przekazał telefonicznie przebywającemu w Berlinie Göringowi hasło, oznaczające rozpoczęcie czystki w Berlinie, gdzie do działania przystąpili Himmler i Heydrich. Göring i Himmler przeprowadzili w Berlinie łapankę członków SA. Ich głównym wykonawcą był Karl Wolf. SS-mani wyruszyli, aby zatrzymywać osoby według wcześniej przygotowanych list. Przy okazji ludzie Hitlera zabili osoby, które we wcześniejszych latach naraziły się Hitlerowi. Część osób została zabita w wyniku pomyłek.
Podczas nocy długich noży zginęło co najmniej 85 osób. Rodziny wielu z nich otrzymały zawiadomienia o skazaniu przez sąd wojenny za zdradę. Niemieckie radio i prasa uznały zabójstwa za uzasadnioną reakcję na próbę zamachu stanu. Hitler wciąż jednak wstrzymywał egzekucję Röhma. Następnego dnia był już jednak przekonany, że Röhm musi umrzeć. Hitler liczył jeszcze, że Röhm wybawi go z kłopotu i popełni samobójstwo, ale Röhm odmówił. Został zastrzelony w celi więziennej 1 lipca 1934 przez SS-mana Theodora Eicke.
Oficjalnym wytłumaczeniem tych zatrzymań było zapobieżenie zaplanowanemu przez zatrzymanych puczu. Nowym dowódcą SA został Viktor Lutze. W połowie lipca Hitler w Reichstagu oświadczył, że może być tylko jedno zbrojne ramię i jest nim armia. Od tego czasu znaczenie SA jako zbrojnego ramienia partii zmalało na rzecz SS. Zredukowana SA pełniła już tylko funkcje ceremonialne. Himmler po śmierci Röhma nie miał już rywali i nikt nie mógł przeciwstawić się jego SS-manom. Wśród członków SA byli tacy, którzy nie mogli zapomnieć Hitlerowi, że poświęcił Röhma. Nazywali siebie mścicielami Röhma. Od jesieni 1934 do wiosny 1935 zabili 155 oficerów SS. Z SA został zintegrowany Stahlhelm.

## Jednostki specjalne
W skład SA wchodziły jednostki specjalne:
- zmotoryzowane oddziały szturmowe (złożone z członków partii w wieku 18–35 lat – właścicieli samochodów i motocykli), organizowane wewnątrz brygad lub dywizji SA, podlegały dowództwu korpusu samochodowego;
- kawaleria SA (około 60 pułków);
- korpus lotniczy;
- jednostki łączności;
- jednostki saperów (Pionierstürme);
- jednostki marynarki (Marinestürme);
- służba sanitarna.

## Szefowie sztabu SA
- Emil Maurice (1920–1921)
- Hans Klintzsche (1921–1923)
- Hermann Göring (1923)[6]
- Organizacja zdelegalizowana, wakat (1923–1925)[16]
- Franz Pfeffer von Salomon (1926–1930)[13][14]
- Adolf Hitler (1930–1931)[14]
- Ernst Röhm (1931–1934)
- Viktor Lutze (1934–1943)
- Wilhelm Schepmann (1943–1945)

Tytuł „Stabschef der SA” obowiązywał od 1930, wcześniej dowódca SA nosił tytuł „Oberster SA-Führer”.

## Stopnie w SA
- SA-Anwärter
- SA-Mann
- SA-Sturmmann
- SA-Obersturmmann
- SA-Rottenführer
- SA-Scharführer
- SA-Oberscharführer
- SA-Truppführer (Feldwebel)
- SA-Obertruppführer
- SA-Haupttruppführer
- SA-Sturmführer (Leutnant)
- SA-Obersturmführer

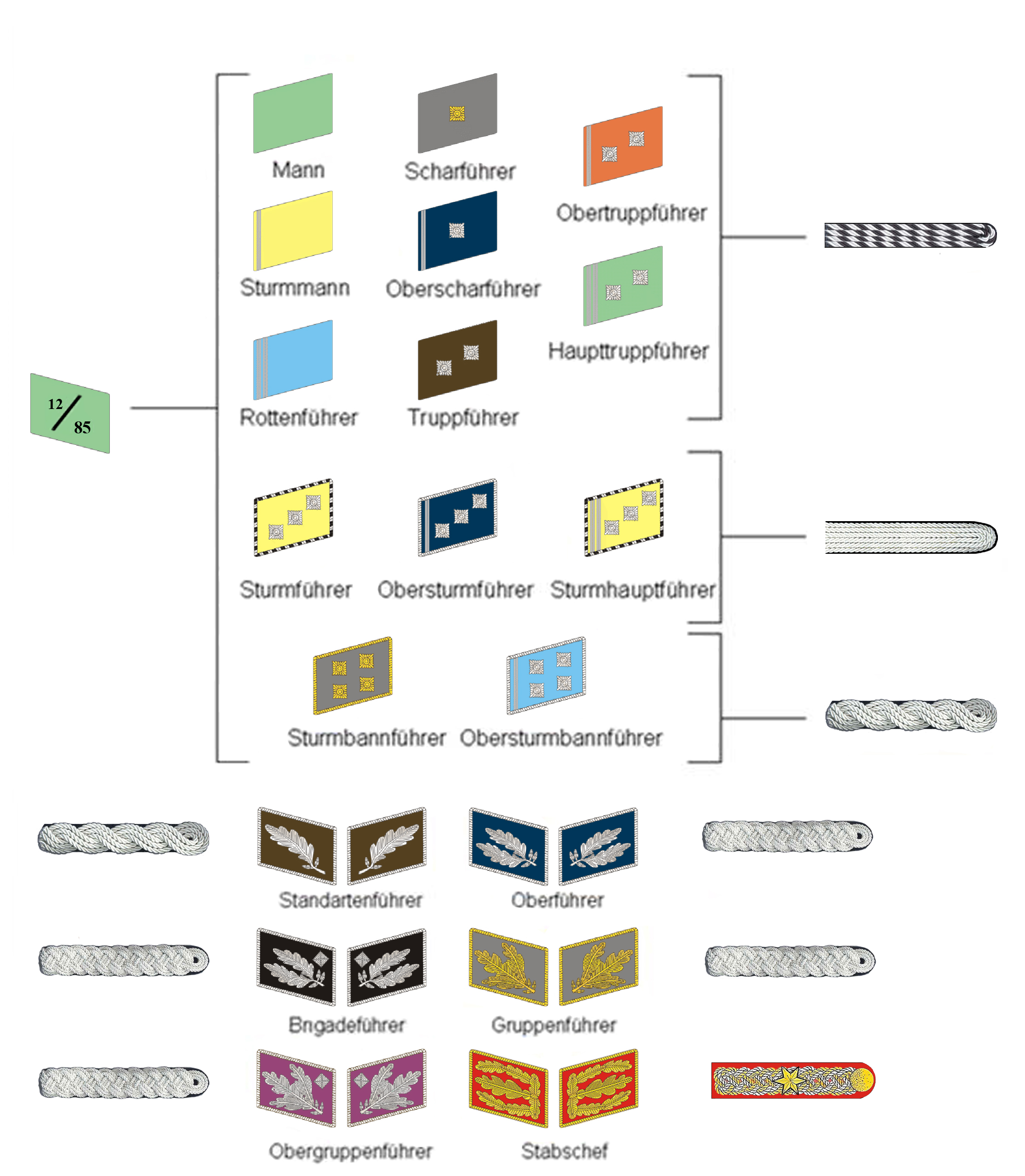
Oznaki stopni SA

- SA-Sturmhauptführer (do października 1934: SA-Hauptsturmführer)
- SA-Sturmbannführer (Major)
- SA-Obersturmbannführer
- SA-Standartenführer
- SA-Oberführer
- SA-Brigadeführer (General)
- SA-Gruppenführer
- SA-Obergruppenführer
- SA-Chef des Stabes